# دژو فابیان
دژو فابیان (انگلیسی: Dezső Fábián; ۱۷ دسامبر ۱۹۱۸ – ۶ اکتبر ۱۹۷۳) بازیکن واترپلو اهل مجارستان بود.